# Гіперболоїд інженера Гаріна (роман)
«Гіперболоїд інженера Гаріна (рос. Гиперболоид инженера Гарина)» — науково-фантастичний роман Олексія Толстого, завершений до 1927 року.
На створення цього роману Олексія Толстого надихнув образ конструкції Шуховської вежі, збудованої 1922 року з секцій-гіперболоїдів. У статті «Як ми пишемо» (грудень 1929 року) Толстой повідомляє: «Коли писав „Гіперболоїд інженера Гаріна“, давній знайомий Оленін розповів мені справжню історію спорудження такого подвійного гіперболоїда, а інженер, що зробив це відкриття, загинув у Сибіру. Довелося ознайомитися з новітніми теоріями молекулярної фізики. Багато допоміг мені академік П. П. Лазарєв». За словами автора, перша частина роману — авантюрна, друга — героїчна, а третя — утопічна.

## Сюжет
Дія починається в 1920-ті роки. Співробітник карного розшуку Василь Шельга розслідує вбивство в Ленінграді. Вбитий — це ймовірно інженер Петро Гарін. Судячи зі слідів на тілі, його катували. В лабораторії його дачі очевидно відбувалися хімічні досліди. Насправді Гарін живий і сфальсифікував своє вбивство, щоб сховатися від іноземних переслідувачів. Справа в тому, що він учень дослідника Манцева, зниклого з експедицією в сибірській тайзі. Скориставшись напрацюваннями вчителя, Гарін створив «гіперболоїд» — апарат, здатний випускати тепловий промінь величезної потужності, і який може слугувати нездоланною зброєю.
Шельга випадково зустрічає Гаріна, який представляється під іншим іменем. Коли Шельга розуміє, що інженер обманув його, Гарін уже втік до Парижа. Винахідник зустрічається з Віктором Ленуаром, який розробив ефективне паливо для гіперболоїда. Кільцеві заряди з «магнієвих пірамідок» (спеченої суміші мікропорошків з оксидів заліза, магнію, марганцю, алюмінію (аналог т. зв. суміші- «сріблянки») спалахують у пристрої, створюючи потужне світлове та теплове випромінювання, що спрямовується лінзами до ввігнутого дзеркала, зробленого з мінералу «шамоніту», та утворюють промінь, який може руйнувати будь-які перешкоди. Далі Гарін залучає на свій бік американського промисловця та фінансиста, мільярдера Роллінга, що скуповує європейські підприємства. Роллінг і його коханка, авантюристка Зоя Монроз, цікавляться гіперболоїдом. За допомогою гіперболоїда інженер руйнує заводи німецьких конкурентів Роллінга.
Тим часом у Ленінграді Шельга з'ясовує, що Манцев шукав у Сибіру підтвердження теорії про існування підземного «олівінового поясу» з розплавлених металів, зокрема золота. Здогадуючись, що Гарін прагне заволодіти дорогоцінним металом, Шельга вирушає до Парижа. Гаріна намагаються вбити прислужники Роллінга, але той обороняється за допомогою портативного гіперболоїда. Замість нього гине Ленуар. Погрожуючи своїм винаходом, Гарін примушує Роллінга та Зою працювати на нього. Шельга, розуміючи, що інженер аморальний і жадібний, все ж відвідує його, бо вважає, що гіперболоїд буде корисний для посилення радянської влади.
Отримавши від Роллінга кошти, Гарін розшукує в Сибіру експедицію свого вчителя та знаходить докази існування «олівінового поясу». Гарін купує безлюдний острів у Тихому океані, та будує гірничо-видобувні установки, що працюють на ртутних лампах. За їх допомогою він організовує видобуток золота з раніше недоступних родовищ, наймаючи робітників з усього світу.
Отримавши величезну масу золота, Гарін продає його, що призводить до знецінення цього металу на ринку. В капіталістичному світі настає важка фінансова криза. Користуючись цим, Гарін скуповує промисловість США. Тоді американська влада посилає армію для знищення острова, але армада кораблів і дирижаблів гине через промінь гіперболоїда, встановлений на вежі. Сенат визнає Гаріна диктатором Америки, інші капіталістичні держави присвоюють йому різні титули (серед них «Співімператора всеросійського»). Він дарує острів Зої, а сам відчуває, що влада не приносить очікуваного задоволення.
Шельга піднімає на острові повстання робітників, які захоплюють гіперболоїд. Гарін і Зоя пливуть на острів, але потрапляють у тайфун. Їх викидає на берег безлюдного острова. Минають місяці, впродовж яких обоє виживають на острові, а Гарін згадує свої нездійснені плани.

## Редакції та публікації роману
За словами самого автора, ідею гіперболоїда він запозичив від свого знайомого Оленіна, що розповів йому, нібито один російський інженер, загиблий у 1918 році в Сибіру, винайшов пристрій, здатний посилати руйнівні паралельні промені. Невідомо, чи було в цієї історії реальне підґрунтя, але ідея «променів смерті» була популярна в ті часи.
Роман «Гіперболоїд інженера Гаріна» спершу публікувався впродовж 1925—1927 років у журналі «Красная новь». Твір поділявся на дві частини: «Вугільні пірамідки» (1925, № 7-9) та «Олівіновий пояс» (1926, № 4-9). Планувалася третя частина, проте Олексій Толстой не завершив її, а замість цього опублікував інший фінал другої частини: «Гарін-диктатор» (1927, № 2). Збереглися чернетки третьої частини, де Гарін повертався після зникнення, а Шельга протистояв слідчому Керу; Роллінг грабував Європу; а дослідник Хлинов підривав острів і прибував до Парижа. Закінчитися роман повинен був перемогою революціонерів і загибеллю Гаріна. Наприкінці містилися б «Картини мирного, розкішного життя, царство праці, науки та грандіозного мистецтва».
В першому варіанті після бунту робітників на шахті під керівництвом Шельги, Зоя гинула, а Гарін безслідно зникав. Фінал видань після 1927 року інший: Зоя і Гарін зустрічалися на яхті «Аризона» і пливли продовжувати свої авантюри. В 1934 році Олексій Толстой частково скоротив текст, видаливши чимало технічних термінів і креслень. У 1936 році він випустив адаптацію для дитячої авдиторії, в якій не було таких деталей, як бордель на острові. Фінал редакції 1937 року знову був перероблений: яхта «Аризона» зазнавала аварії корабля, і Гарін з Зоєю опинялися на безлюдному острові. В 1939 році вийшла заключна редакція «Гіперболоїда інженера Гаріна», в якій негативний образ Гаріна посилено — ідею гіперболоїда він вкрав у свого вчителя Манцева.
Олексій Толстой намагався домогтися екранізації роману, але такий задум не цікавив кінематографістів до 1960-х років, коли наукова фантастика переживала пік популярності.

## Головні герої
1. Інженер Гарін, також відомий як П'янков-Піткевич і П'єр Гаррі — творець Гіперболоїда, одержимий ідеєю світового панування. Зрештою стає диктатором Америки.
2. Зоя Монроз, також відома як мадам Ламоль — російська балерина, згодом емігрантка, куртизанка, авантюристка, зрештою подруга життя Гаріна.
3. Василь Віталійович Шельга — працівник Ленінградського карного розшуку, агент СРСР, організатор пролетарської революції на острові Гаріна.
4. Роллінг — американський «хімічний король», який починав звичайним працівником лабораторії, один з найбагатших і найвпливовіших у світі людей. Конкурент Гаріна, зокрема і за володіння Зоєю, що згодом стає його маріонеткою.
5. Янсен — норвезький капітан яхти Роллінга «Аризона», його дамою серця також є Зоя.
6. Микола Христофорович Манцев — вчений-геолог, організував і здійснив багаторічну героїчну експедицію в Сибіру, яка надала Гаріну теоретичну базу для його авантюри.
7. Іван Гусєв — хлопчик, учасник експедиції Манцева, використаний Гаріним для пошуку Манцева, потім бився на боці Шельги і в поєдинку на гіперболоїдах з Зоєю.

## Паралелі з радянською дійсністю
У тексті роману є ймовірні натяки на особливості сталінського тоталітарного режиму в СРСР: головний образ інженера Гаріна — напівбожевільного диктатора, одержимого необмеженою особистою владою над людьми та прагненням до самозвеличення (карбування монет із профілем Гаріна тощо); окремі риси внутрішнього устрою (15 оточених колючим дротом національних бараків) на Золотому острові та ін.

Перший помічник Гаріна, інженер Чермак, який мав звання губернатора, розмістив робітників за національностями на п'ятнадцяти ділянках, відгороджених одна від одної колючим дротом. На кожній ділянці побудовано бараки і молитовні, по можливості за національним смаком. <…> Двічі на місяць видавали прозодяг, витриманий у національному дусі, і раз на півроку — святкові національні костюми. <…> Поліція острова <…> підтримувала порядок, не допускаючи національності до взаємного знищення…
Гарін: Для початку ми збудуємо величезні концентраційні табори. Всіх невдоволених нашим режимом — за дріт.
(Переклад Б. Чайковського, 1971)

## Екранізації
1. 1965 — Гіперболоїд інженера Гаріна (фільм), режисер Олександр Гінцбург.
2. 1973 — Крах інженера Гаріна (фільм).

## Цікаві факти
- Гіперболоїд Гаріна часто називають прообразом лазера. Так званий «тепловий промінь» був популярною ідею в фантастиці кінця XIX—XX ст. Подібний пристрій зокрема використано в романі «Війна світів», написаному Гербертом Велсом 1897 року[2].
- Коректніша назва винаходу Гаріна — параболоїд. Толстой знав це, одначе вибрав слово «гіперболоїд» через вагоміше звучання.
- Описаний у романі вибух хімічного заводу «Анілінової компанії» в Німеччині ґрунтується на реальній події, що відбулася 21 вересня 1921 року на заводі компанії BASF у місті Оппа, де спроба розбити брилу злежаних мінеральних добрив невеликим вибухом спричинила детонацію кількох сотень тонн аміачної салітри, що зруйнувало завод і вбило біля шістсот осіб.
- 1944 року професор Г. Слюсарев у книзі «Про можливе й неможливе в оптиці» доводив, що Толстой знехтував законами оптики й термодинаміки, що гіперболоїд Гаріна — приклад теоретично необґрунтованої фантазії. Проте вже за 16 років було створено перший лазер — квантовий генератор оптичного діапазону з променем дуже схожим на «променевий шнур» гіперболоїда. Ще раніше, в 1953-1954, було розроблено Мазер — квантовий генератор, що випромінює в мікрохвильовому діапазоні.
- Після відкриття радянськими фізиками М. Басовим і А. Прохоровим квантового генератора, академік Л. Арцимович, виступаючи на всесоюзній нараді наукових працівників, сказав: «Для шанувальників наукової фантастики я хочу зауважити, що голчасті жмути атомних радіостанцій є своєрідною реалізацією ідей „Гіперболоїда інженера Гаріна“».
- Згадана в романі «таємна рада трьохсот, на чолі якої стоїть Роллінг» — пряме відсилання до популярної донині конспірологічної теорії таємного «Комітету-300».
- Безлюдний острів Гендерсон у Південній частині Тихого океану в романі став «Золотим островом», на якому Гарін збудував шахту, що видобувала золото з Олівінового поясу, вежу з великим гіперболоїдом і свій палац.
- Кораловий атол на якому в фіналі роману після корабельної аварії опинилися Гарін і Зоя — може бути островом Оено, що лежить за 250 км на захід від острова Гендерсон.

## Вплив
- Група «Кіно» спочатку звалася «Гарін і Гіперболоїди».
- У російського гурту «Пікнік» в альбомі «Залізні мантри» є пісня під назвою «Гіперболоїд».
- В естонського гурту «Vennaskond» в альбомі «Usk. Lootus. Armastus.» є пісня «Insener Garini hüperboloid».